# Lumene
Lumene — финская компания по производству декоративной косметики и средств по уходу за кожей. Компания специализируется на использовании натуральных компонентов и является одной из ведущих компаний по производству косметики в Северной Европе. Под брендом Lumene производится продукция средней ценовой категории, доступной массовому потребителю.

## История
Бренд Lumene появился в 1970 году, однако само косметическое производство было основано финской фармацевтической компанией Orion уже в 1948 году под названием Noiro Oy (Orion наоборот). Свое название бренд получил в честь озера с особо прозрачной водой Люмменне (фин. Lummenne), расположенного в районе Пирканмаа в муниципалитете Кухмойнен. Латинское слово lumen "свет", ассоциирующееся с названием, по логике номинации вызывает представления о ярком свете, прозрачности и чистоте.
С момента основания и по сей день вся продукция бренда Lumene разрабатывается и производится в Финляндии в Эспоо, за исключением некоторых продуктов, которые компания заказывает маленькими партиями у других производителей. В 2002 году производство переехало на новый завод, который находится в том же районе, что и старый.
В 1980-х годах и в последующие десятилетия компания активно занималась экспортом продукции в другие страны. Особенно важными для компании стали рынки США, России и стран Северной Европы, где бренд пользовался большой популярностью.
В 2003 году фармацевтический концерн Orion продал компанию Noiro Oy финскому инвестиционному фонду CapMan и британскому инвестиционному фонду Langholm Capital. Часть акций купила сама компания Lumene. В 2005 году название компании Noiro Oy официально поменяли на Lumene Oy, а маркетинговым названием стало Lumene Group. В 2014 году CapMan продал свои 12% акций инвестиционному фонду Langholm Capital и компании Lumene.
В 2016 году Lumene провела значительный ребрендинг, изменив дизайн упаковок и логотипа, расширив ассортимент продукции, а также улучшив формулы с помощью новых технологий и расширения перечня используемых природных ингредиентов. Компания увеличила количество веганских продуктов, разнообразила ассортимент и сделала больший маркетинговый акцент на близости к северной природе, натуральном составе косметики, чтобы повысить узнаваемость бренда.

## Текущая деятельность
Уже через три года после того, как косметика Lumene впервые появилась на финском рынке, бренд Lumene стал ведущим брендом косметики в Финляндии и сохраняет эти позиции до сих пор. Благодаря сотрудничеству с Лондонским маркетинговым агентством во время ребрендинга в 2016 году, компания смогла лучше закрепиться также и на мировом рынке. Вклад в ребрендинг был значимым для дальнейшего развития компании. Уже в 2019 году в Финляндии и в Швеции продукция Lumene продавалась в рекордных объёмах.
Из-за пандемии COVID-19 ожидания компании на 2020 год не оправдались и продажи упали. В 2020 году 60% продаж компании были в Финляндии и только 40% — на мировом рынке. По состоянию на 2021 год Lumene занимала 8 % на шведском рынке косметики, а в категории тональных кремов почти 25%. Самыми крупными экспортными рынками Lumene в мире являются страны Скандинавии, Великобритания, Россия (до 2022 года), США и Китай. Целью компании в ближайшие годы является увеличение доли экспорта до 60% от общего объема продаж.
|                                                | 2018/12     | 2019/12    | 2020/12     | 2021/12    |
| ---------------------------------------------- | ----------- | ---------- | ----------- | ---------- |
| Оборот (€)                                     | 54 496 000  | 58 741 000 | 55 049 000  | 60 187 000 |
| Рост Оборота                                   | -2,2 %      | 7,8 %      | -6,3 %      | 9,3 %      |
| Экономическая прибыль (€)                      | -8 816 000  | -3 635 000 | - 3 931 000 | -3 061 000 |
| Прибыль до амортизационных отчислений (EBITDA) | -0,9 %      | 8,3 %      | 7,8 %       | 7,4 %      |
| Экономическая прибыль                          | -15,8 %     | -6 %       | -7 %        | -5 %       |
| Чистая прибыль (€)                             | -10 641 000 | -5 786 000 | -4 286 000  | -5 783 000 |
| Количество сотрудников                         | 259         | 255        | 288         | 293        |

## Продукция
Из средств по уходу за кожей Lumene производит, например, увлажняющие кремы и сыворотки, а также средства для смягчения возрастных изменений кожи. В ассортимент декоративной косметики входят, например, тушь для ресниц, тени, пудры, помады и тональные кремы. Бренд Lumene активно использует в своей продукции натуральные компоненты, в частности экстракты диких ягод, таких как черника, брусника, морошка и облепиха. Частыми в составе являются также экстракты северных растений — вереска и пушицы.
Активными компонентами являются содержащиеся в ягодах антиоксиданты, витамины и полиненасыщенные жирные кислоты, которые положительно влияют на кожу лица. Витамины и антиоксиданты защищают кожу от свободных радикалов кислорода, нестабильных и очень реакционноспособных частиц, которые повреждают кожу и вызывают преждевременное старение кожи лица. В продукции также используются содержащиеся в ягодах флавоноиды (растительные полифенолы) и фенольные соединения, которые способствуют регенерации клеток. Lumene тщательно исследует косметические свойства природных компонентов. В разработке продукции участвуют химики, биохимики и микробиологи, компания тесно сотрудничает с высшими учебными заведениями и научно-исследовательскими институтами. Использование натуральных ингредиентов является брендинговым преимуществом компании на внутреннем и мировом рынке.
Следуя законодательству Евросоюза, компания Lumene не проводит тестирование на животных ни на каком этапе производства. Финляндское агентство по контролю за безопасностью и химикатами (фин. Turvallisuus- ja kemikaalivirasto – Tukes) тщательно следит за соблюдением законодательства, которое касается производства косметики в том числе и тестирования на животных.

## Устойчивое развитие в политике компании

#### Стратегия
Стратегия компании основывается на использовании натуральных ингредиентов в соответствии с ценностями северной культуры. Особое внимание компания уделяет экологичной устойчивости производства. На торжественном мероприятии в честь 50-летия компании в 2020 году руководство Lumene подчеркнуло стремление компании к устойчивому развитию. В том же году компания начала участвовать в программе по уменьшению углеродного следа, а также заявила о прекращении использования финских болот в качестве источника экстрактов для своей продукции. Послом бренда юбилейного года выбрали предпринимателя Нину Куркинен.

#### Упаковка
На производстве работает восемь упаковочных линий, на которых используются разные типы упаковок. Упаковки постоянно совершенствуют, чтобы они соответствовали принципам устойчивого развития, а также внутренним требованиям к новой продукции, которую Lumene выпускает регулярно. Разработчикам приходится совершенствовать новые упаковки под существующие линии производства. Экологичности и перерабатываемости упаковки уделяют особое внимание. Упаковочные материалы изготовляются таким образом, чтобы потребитель мог легко рассортировать их после использования продукта, на упаковках, например, стали печатать инструкции по утилизации. Из-за того что большая часть упаковок Lumene сделана по одним и тем же стандартам что в Финляндии, что в экспортных странах, инструкции по утилизации даются на английском языке. На официальном сайте Lumene можно ознакомиться с инструкциями по утилизации каждой отдельной упаковки на финском, шведском и английском языках.

## Активизм
В марте 2022 года компания Lumene полностью прекратила все поставки продукции в Россию и в Беларусь в связи с полномасштабным вторжением России в Украину. Компания также сделала пожертвование в размере 100 000 евро в помощь украинским семьям и детям.